# Weilkirchen

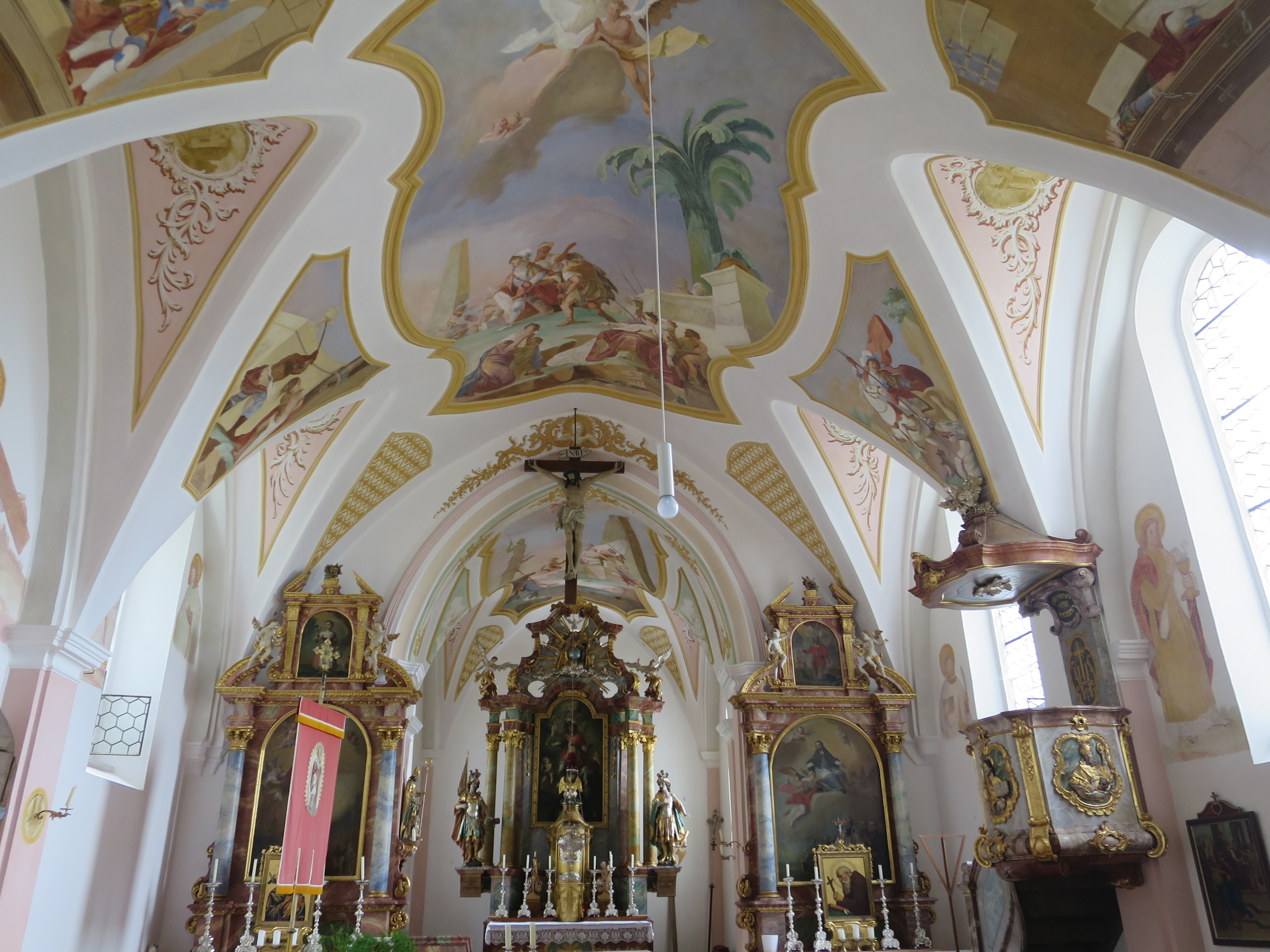
Kircheninneres von St. Georg in Weilkirchen

Weilkirchen ist ein Ortsteil und eine Gemarkung der Gemeinde Zangberg im oberbayerischen Landkreis Mühldorf am Inn.

## Geographie
Der Weiler Weilkirchen liegt auf einer Hochuferkante des Tals der Isen im Norden des Landkreises Mühldorf am Inn etwas mehr als einen Kilometer nordöstlich von Zangberg.

## Geschichte
Weilkirchen wurde schon im Jahr 788 urkundlich erwähnt. Die Filialkirche St. Georg ist ein gotischer Saalbau mit spätromanischem Chor und Dachreiter, Der Chor ist frühes 13. Jahrhundert, das Langhaus 15. Jahrhundert. In der zweiten Hälfte des 18. Jahrhunderts wurde die Kirche barockisiert. Die Gemeinde Weilkirchen entstand 1818 mit dem bayerischen Gemeindeedikt. Am 1. Oktober 1937 wurde sie nach Zangberg eingegliedert.